# Oidhea
Oidhea to sześcioznak używany w języku irlandzkim między dwoma głoskami twardymi. Oznacza dźwięk /əi̯/.
Przykład:
- oidheanna "przeznaczenia".